# Idioma chichimeca jonaz
El uzaꞌ o  chichimeca jonaz es una lengua indígena de México hablada en Misión de Chichimecas, cerca de San Luis de la Paz, en el estado de Guanajuato. El idioma chichimeca jonaz pertenece a la subfamilia otopameana de la familia otomangue. Los chichimecos jonaces se autodenominan mediante el autónimo uzaꞌ en singular y ezaꞌr en plural.

## Aspectos históricos, sociales y culturales

### Distribución
Actualmente la lengua sólo se habla en San Luis de la Paz (Guanajuato) en la comunidad de Miísón de Chichimecas que es denominada como Ranzo Uza’, situada sobre un pequeño cerro al este de la cabecera municipal. En 1934, Jacques Soustelle en un trabajo de campo registró allí 452 chichimecas, 63 de los cuales eran niños que acudían a la escuela local. Antes de esa fecha la lengua también se habría hablado la lengua en otras cinco ubicaciones:
1. Misión Arnedo (Guanajuato) al este de San Luis, junto a Villa Victoria.
2. Misión de las Palmas (Querétaro), en el curso del Extorax, que nace cerca de Victoria.
3. Misión de Santa Rosa, al norte de Victoria.
4. San Pedro Tolimán, donde se estableció una misión en el siglo XVIII, que fracasó y los chichimecas abandonaron el lugar, que fue repoblado con otomíes.
5. Villa Colón (Querétaro), al sur de Tolimán.

Según el Catálogo de Lenguas Indígenas Nacionales (2010) esta lengua se habló en las comunidades de Berlín, Buenavista, Cerro Blanco, Colonia Benito Juárez, Ejido Santa Ana Lobos, El Desmonte, El Sauz, Garibaldi, El Cerrito, la Ciénega, la Cueva, la Huerta, La Laguna, la Leona, la Mesa de Jesús, la Norita, los Dolores, Maguey Blanco, Manzanares, Mesa de Escalante, Mesa del Pueblos, Paso Colorado, Piedras de Lumbre, Pozo Hondo, Puerto de la Virginita, Puerto del gato, Rancho Nuevo, San Antonio Chiquito, San Antonio Primero, San Ignacio, San Isidro de Pozos, San José del Caren y San Pedro de los Pozos.

## Descripción
Existen diversos estudios lingüísticos sobre el chichimeca jonaz realizados por investigadores como Jaime de Angulo (1933), Jacques Soustelle (1937), Romero Castillo (1960), Doris Bartholomew (1965), Yolanda Lastra (2009) y Esther Herrera (2009), pero también los propios hablantes ha trabajado con la lengua y su ortografía como el Órgano colegiado de maestros bilingües chichimeca jonaz (2012) y Manuel Martínez (2015) lingüista originario de Misión de Chichimecas.

### Alfabeto del uza’ o chichimeca jonaz
El alfabeto del uza’ tiene las siguientes consonantes <b, ch, d, g, h, j, k, kh, l, m, n, ñ, p, ph, r, s, t, th, ts, w, z, ‘>, además de 6 vocales orales <a, e, ɇ, i, o, u> y 5 vocales nasales <a, e, i, o, u> que se representan subrayadas. La vocal anterior abierta <ɇ> es representada con una diagonal. Algunas personas de la comunidad aún conservan una vocal anterior alta redondeada /y/. Es una lengua tonal, es decir que la lengua opone en el léxico y la morfología significados distintos según el tono, presenta dos tonos de nivel, un alto, escrito con acento <á>, y un tono bajo, que no se escribe.
chích’e ‘colibrí’ chich’á ‘chimal’, kár’a ‘zorrillo’ kará ‘mosca’

### Fonología
El inventario consonántico del chichimeca jonaz se resume en el siguiente cuadro:
|             | Bilabial | Bilabial | Alveolar | Alveolar | Palatal | Palatal | Velar | Velar | Glotal | Glotal |
| ----------- | -------- | -------- | -------- | -------- | ------- | ------- | ----- | ----- | ------ | ------ |
| Nasal       | m        | m        | n        | n        |         |         |       |       |        |        |
| Oclusiva    | p        | b        | t        | d        |         |         | k     | g     | ʔ      | ʔ      |
| Fricativa   |          |          | s        | z        | ʃ       | ʃ       |       |       | h      | h      |
| Africada    |          |          | ʦ        | ʦ        | ʧ       | ʤ       |       |       |        |        |
| Líquida     |          |          | ɾ        | ɾ        |         |         |       |       |        |        |
| Aproximante |          |          | l        | l        |         |         | w     | w     |        |        |

La oposición entre los pares de nasales /m, n/ y /m, n/ es de tipo fortis/lenis.
En cuanto a las vocales la lengua posee tanto vocales orales /i ɪ u e o æ ɑ/ como nasales /ĩ ɪ̃ ũ ẽ õ œ̃ ɑ̃/.
Además el chichimeca jonaz es una lengua tonal que distingue dos tonos ("alto" y "bajo").

### Morfología
En el chichimeca los nombres o sustantivos tienen sufijos que indica el número gramatical, así como si se incluye al interlocutor (inclusivo) o si no se le incluye (exclusivo), estos morfemas también funcionan como sufijos verbales.
Los nombres o sustantivos van generalmente acompañados de clasificadores, Soustelle (1937) y Lastra (1984) los registran de cuatro tipos:
1) alimentos 1 nante, 2 ute, 3 ute, 4. ts'a
2) ropa 1 nunt'y, 2 ir'y, 3 nint'y 4. ur'y
3) cosas 1 námbi, 2 úngwi, 3 úmi, 4. úpi
4) plantas 1 tangwa, 2 kingwe, 3 tangwa, 4. tap'e
5) animales 1 nambe, 2 ungwe, 3 ume, 4 ube
Para marcar la posesión en los nombres se realiza un cambio en la forma del sustantivo o por la asociación a uno de los cuatro clasificadores (Lastra, 1984: 25). El verbo cuenta con la serie de prefijos que determinan el tiempo, modo y aspecto.

### Sintaxis
El chichimeca posee un tipo de alineamiento nominativo-acusativo, con marcación en el núcleo, los argumentos se relacionan con la raíz verbal por medio de prefijos y sufijos. Es una lengua de  verbo final (SOV) , con un orden de constituyentes rígido (S-OI-O-V,  y S-(ADJ)-V).
chhí Ana uts’a atsá
'hoy Ana comida prepara' (ADV N CL hacer comida)